# Homeoura
Homeoura – rodzaj ważek z rodziny łątkowatych (Coenagrionidae).

## Podział systematyczny
Do rodzaju należą następujące gatunki:
- Homeoura chelifera (Selys, 1876)
- Homeoura lindneri (Ris, 1928)
- Homeoura nepos Selys, 1876
- Homeoura obrieni von Ellenrieder, 2008